# Bea Maddock
Beatrice Louise « Bea » Maddock, née le 13 septembre 1934 à Hobart (Tasmanie) et morte le 9 avril 2016, est une peintre et graveuse australienne.

## Biographie
Beatrice Louise Maddock naît le 13 septembre 1934 à Hobart.
Elle étudie à l'école technique de Hobart entre 1952 et 1956 et à la Slade School de Londres entre 1959 et 1961. Ses gravures sur bois des années 1960, influencées par Ernst Kirchner et Emil Nolde, montrent un personnage solitaire parcourant des rues désolées.
Elle enseigne au Victorian College of the Arts et en 1983 revient en Tasmanie.
De 1993 à 1998, elle achève son œuvre phare, Terra Spiritus...with a Darker Shade of Pale. 
Bea Maddock meurt le 9 avril 2016.